# Jimmie Rodgers (Popsänger)

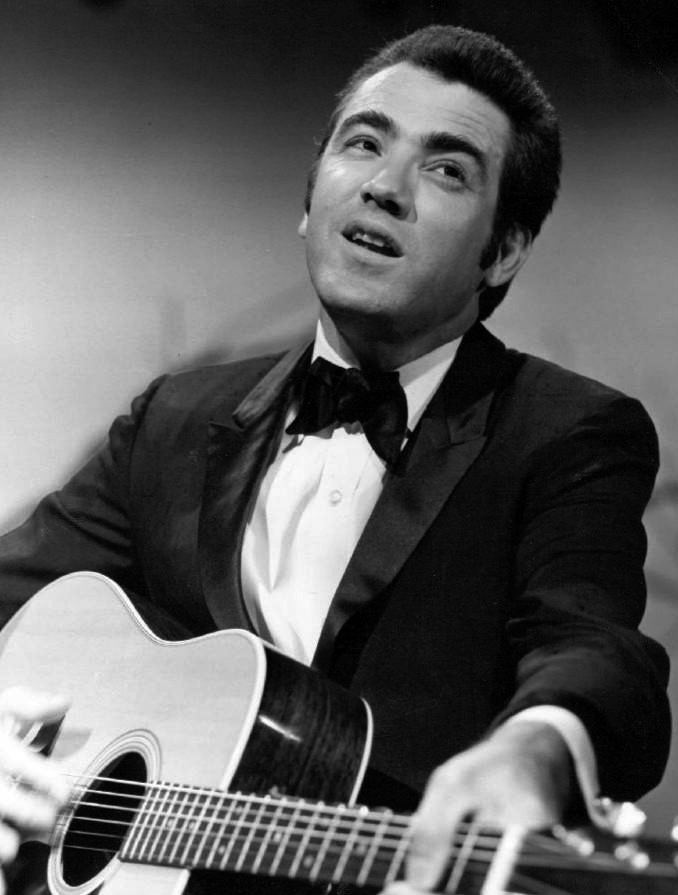
Jimmie Rodgers (1968)

James Frederick „Jimmie“ Rodgers (* 18. September 1933 in Camas, Washington; † 18. Januar 2021 in Palm Desert, Kalifornien) war ein US-amerikanischer Popsänger, der vor allem in den späten 1950er Jahren mit rockigen Aufbereitungen traditioneller Folksongs eine Reihe von Hits hatte. Sein größter Erfolg war Honeycomb aus dem Jahr 1957. 

## Anfänge
Rodgers wuchs in Camas im Staat Washington auf, wo er früh Klavier- und Gitarrenstunden bekam. Seine erste Band gründete er, als er in der United States Air Force diente. Später trat er in den Talentshows Arthur Godfreys auf und unterschrieb schließlich bei Roulette Records, dem neuen Label der ehemaligen RCA-Records-Mitarbeiter Hugo Peretti und Luigi Creatore.

## Erfolge

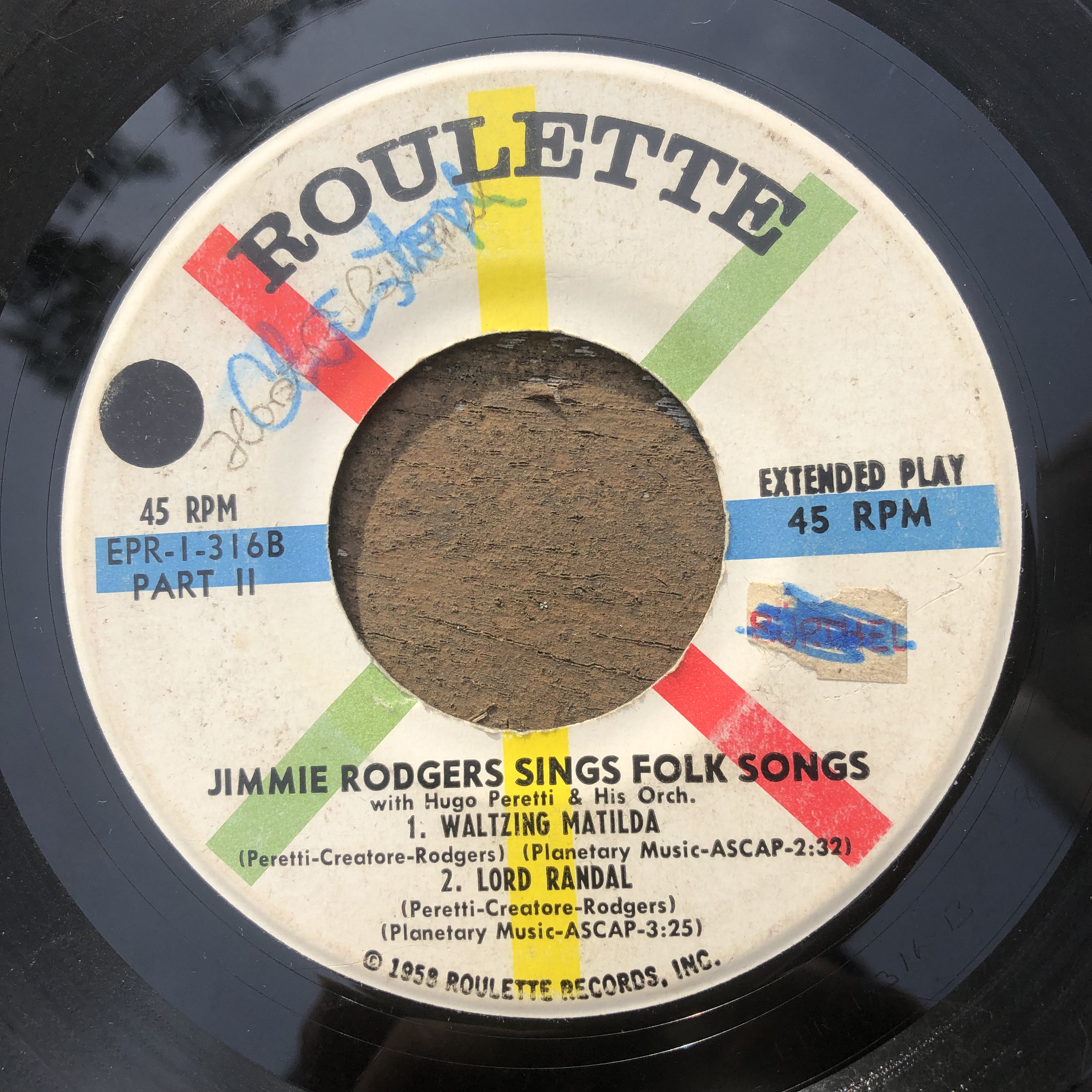
A-Seite der EP Jimmie Rodgers sings Folk Songs (Roulette Records) mit den Titeln „Waltzing Mathilda“ und „Lord Randall“

Seinen einzigen Nr.-1-Hit in den Billboard-Charts hatte Rodgers im Sommer 1957 mit seiner ersten Single Honeycomb. In den englischen Charts gelangte das Lied bis in die Top 30. Im Folgejahr erreichten Kisses Sweeter than Wine, Oh-Oh, I’m Falling in Love Again, Secretly, Are You Really Mine und 1962 English Country Garden die Top 10. Ab März 1959 hatte er eine eigene Show bei NBC.
1962 wechselte Rodgers zu Dot Records und 1966 zu A&M Records. Dort hatte er im selben Jahr noch einen Top-40-Erfolg mit dem Titel It’s Over (US #37) und im nächsten Jahr mit Child of Clay (US #31), seiner letzten Platzierung in den US-Charts. Im Dezember 1967 erlitt er bei einem Zwischenfall einige schwere Verletzungen, unter anderem eine Schädelfraktur. Die genauen Umstände wurden nie offiziell geklärt; bekannt ist, dass er während einer Autofahrt gestoppt wurde und es zu einer Auseinandersetzung oder einem Unfall mit Streifenpolizisten kam. Rodgers wurde operativ eine Stahlplatte eingesetzt und er musste einige Zeit pausieren. 1969 streifte er mit dem Album Windmills of Your Mind  noch ein letztes Mal die Charts.

## Privatleben und Sonstiges
Rodgers war in dritter Ehe mit Mary verheiratet und hinterließ drei Kinder. Er ist nicht mit dem namensgleichen Country-Musiker Jimmie Rodgers verwandt.
Bemerkenswert war Rodgers’ Gitarrenstil: Bei der Begleitung seiner Lieder spielte er lediglich einige Durakkorde, jedoch weder Moll- noch Septakkorde. Dazu verwendete er einen stark vereinfachten Barrégriff nur mit dem Daumen von oben an das Griffbrett und nicht wie üblich mit dem Zeigefinger von unten; die anderen Finger fanden keinen Einsatz. Bei einer Liedbegleitung mit mehreren Instrumenten fällt diese simple Form des Gitarrespielens akustisch kaum auf.

## Diskografie

### Alben
| Jahr | Titel                  | Höchstplatzierung, Gesamtwochen, AuszeichnungChartsChartplatzierungen (Jahr, Titel, Platzierungen, Wochen, Auszeichnungen, Anmerkungen) | Anmerkungen |
| Jahr | Titel                  | US | Anmerkungen |
| ---- | ---------------------- | --- | ----------- |
| 1966 | It’s Over              | US145 (4 Wo.)US |             |
| 1968 | Child of Clay          | US162 (4 Wo.)US |             |
| 1969 | Windmills of Your Mind | US183 (4 Wo.)US |             |

### Singles
| Jahr | Titel Album                                            | Höchstplatzierung, Gesamtwochen, AuszeichnungChartplatzierungen (Jahr, Titel, Album, Platzierungen, Wochen, Auszeichnungen, Anmerkungen) | Höchstplatzierung, Gesamtwochen, AuszeichnungChartplatzierungen (Jahr, Titel, Album, Platzierungen, Wochen, Auszeichnungen, Anmerkungen) | Anmerkungen |
| Jahr | Titel Album                                            | UK | US | Anmerkungen |
| ---- | ------------------------------------------------------ | --- | --- | ----------- |
| 1957 | Honeycomb –                                            | UK30 (1 Wo.)UK | US1 (28 Wo.)US |             |
| 1957 | Kisses Sweeter than Wine –                             | UK7 (11 Wo.)UK | US7 (21 Wo.)US |             |
| 1958 | Oh-Oh, I’m Falling in Love Again –                     | UK18 (6 Wo.)UK | US22 (15 Wo.)US |             |
| 1958 | Secretly –                                             | — | US4 (16 Wo.)US |             |
| 1958 | The Long Hot Summer –                                  | — | US77 (9 Wo.)US |             |
| 1958 | Make Me A Miracle –                                    | — | US54 (9 Wo.)US |             |
| 1958 | Are You Really Mine –                                  | — | US10 (13 Wo.)US |             |
| 1958 | The Wizard –                                           | — | US45 (7 Wo.)US |             |
| 1958 | Bimbombey –                                            | — | US11 (16 Wo.)US |             |
| 1958 | Woman From Liberia –                                   | UK18 (6 Wo.)UK | — |             |
| 1959 | I’m Never Gonna Tell –                                 | — | US36 (11 Wo.)US |             |
| 1959 | Because You’re Young –                                 | — | US62 (5 Wo.)US |             |
| 1959 | Ring-a-ling-a-lario –                                  | — | US32 (8 Wo.)US |             |
| 1959 | Wonderful You –                                        | — | US40 (7 Wo.)US |             |
| 1959 | Tucumcari –                                            | — | US32 (9 Wo.)US |             |
| 1960 | T.L.C. Tender Love and Care –                          | — | US24 (10 Wo.)US |             |
| 1960 | Waltzing Matilda –                                     | — | US41 (8 Wo.)US |             |
| 1960 | Just a Closer Walk with Thee –                         | — | US44 (9 Wo.)US |             |
| 1960 | The Wreck of the „John B“ –                            | — | US64 (9 Wo.)US |             |
| 1961 | A Little Dog Cried –                                   | — | US71 (4 Wo.)US |             |
| 1962 | English Country Garden –                               | UK5 (13 Wo.)UK | — |             |
| 1962 | No One Will Ever Know –                                | — | US43 (11 Wo.)US |             |
| 1962 | Rainbow at Midnight –                                  | — | US62 (7 Wo.)US |             |
| 1963 | Two-Ten, Six-Eighteen (Doesn’t Anybody Know My Name) – | — | US78 (7 Wo.)US |             |
| 1964 | The World I Used to Know –                             | — | US51 (9 Wo.)US |             |
| 1966 | It’s Over –                                            | — | US37 (7 Wo.)US |             |
| 1967 | Child of Clay –                                        | — | US31 (8 Wo.)US |             |